# كأس الأمير 1998–99
أقيمت بطولة كأس الأمير السابعة والثلاثين في موسم 1998/1999، وشارك في هذه البطولة جميع الفرق.

## الفرق المشاركة
- نادي الكويت
- نادي خيطان
- نادي التضامن الكويتي
- نادي النصر الكويتي
- نادي العربي الكويتي
- نادي الشباب الكويتي
- نادي الجهراء
- نادي الفحيحيل
- نادي الساحل الكويتي
- نادي الصليبيخات
- نادي القادسية الكويتي
- نادي اليرموك
- نادي كاظمة
- نادي السالمية

## الدور التمهيدي
- نادي الكويت × نادي خيطان (0:1)
- نادي التضامن الكويتي × نادي النصر الكويتي (1:2)
- نادي العربي الكويتي × نادي الشباب الكويتي (1:3)
- نادي الجهراء × نادي الفحيحيل (6:7) ضربات جزاء ترجيحية.
- نادي الساحل الكويتي × نادي الصليبيخات (0:2)
- نادي القادسية الكويتي × نادي اليرموك (1:3)

## الدور الربع نهائي
- نادي الكويت × نادي السالمية (5:6) ضربات جزاء ترجيحية.
- نادي العربي الكويتي × نادي التضامن الكويتي (0:1)
- نادي كاظمة × نادي الجهراء (0:3)
- نادي الساحل الكويتي × نادي القادسية الكويتي (1:2)

## الدور النصف النهائي
- نادي الساحل الكويتي × نادي كاظمة (0:1)
- نادي العربي الكويتي × نادي الكويت (2:4)

## مباراة تحديد المركزين الثالث والرابع
- نادي الكويت × نادي كاظمة (0:1)

## النهائي
- نادي العربي الكويتي × نادي الساحل الكويتي (1:2)

سجل هدفي العربي :
- كلاوديو منديز (2)

سجل هدف الساحل :
- مبارك العصفور

## هداف البطولة
- أحمد رفاع (كاظمة) ويوسف دابس (الساحل) 3 أهداف.